# Íllora
Íllora es una localidad y municipio español situado en la parte oriental de la comarca de Loja, en la provincia de Granada, comunidad autónoma de Andalucía. Limita con los municipios granadinos de Moclín, Pinos Puente, Valderrubio, Moraleda de Zafayona, Villanueva Mesía, Montefrío, y con el municipio jienense de Alcalá la Real.
El municipio ilurquense comprende los núcleos de población de Íllora —capital municipal—, Alomartes, Tocón, Escóznar, Obéilar –también conocida como La Estación de Íllora–, y Brácana, así como los diseminados de Ventas de Algarra, Vallequemado y La Alhondiguilla.

## Toponimia
La forma actual Íllora proviene del antiguo topónimo registrado "Illurco" o "Ilurco" que, según Guillermo de Humboldt, parece de origen vasco o de alguna hipotética lengua pirenaica emparentada con él, anterior a la presencia de lo ibérico y lo celta; si bien hoy en día casi ningún filólogo defendería la presencia de una lengua pirenaica tan al sur de la península. De este antiguo topónimo sí que proviene su gentilicio, "ilurquense".
Cabe destacar que todas las referencias históricas desde el siglo XV hasta el siglo XIX, mostraban la palabra "Yllora", escrita con Y en lugar de con I.

## Símbolos

### Escudo
El ayuntamiento de Íllora tradicionalmente viene usando un escudo basado en las armas del Felipe V desde el año 1720, aunque no consta su aprobación oficial. Se adoptó este símbolo cuando la zona pasó a manos del Patrimonio Real bajo su reinado.
Dicho escudo incluye los cuarteles de Castilla y León, Aragón-Sicilia, Austria, Borgoña Moderno, Borgoña Antiguo, Brabante y Granada, con el escudón de Borbón-Anjou y el collar del Toisón de Oro. Como elementos diferenciadores, presenta unas cabezas de águila en las esquinas superiores, una estrella en el centro del borde superior y las inscripciones HILLORA y AÑO DVII arriba y abajo del escudo, respectivamente.
La mención del 507 constituye un interrogante para los historiadores, que consideran que tal vez pueda referirse al año en el que el pueblo fue fundado como tal. Sobre el topónimo inusual escrito con H también se plantean diversas hipótesis, entre la que destaca que se podría haber añadido la letra H simplemente para que hubiese una correspondencia entre el número de letras y el número de sílabas.

## Historia
En Íllora existen restos arqueológicos pertenecientes a la prehistoria, el Neolítico y principalmente de la Edad del Cobre. Hacia el 600 a. C. los cartagineses desembarcaron en la península ibérica imponiendo su autoridad sobre los fenicios y, con una política hábil, consolidan las bases de su imperio entre el que se encuentra Illurco.
Con la llegada de los romanos las colonias se asientan en poblados ya existentes. De ellas, Plinio señala entre las más celebradas del interior a Illurco.
Durante el periodo musulmán son escasos los datos que se tienen de Íllora; sin embargo, se deduce de las crónicas cristianas que debió de ser un pueblo importante con fortaleza y arrabales. Precisamente en junio de 1319 los infantes Pedro y Juan de Castilla se apoderaron de la villa de Íllora y de su arrabal cuando se dirigían a devastar la Vega de Granada, y según afirma la Crónica de Alfonso XI, si se hubieran quedado otro día también habrían tomado su castillo, aunque el infante Pedro no quiso permanecer más tiempo allí, pues su voluntad era asediar Granada y tenerla cercada «hasta que la ganasen, o morir sobrello», según consta en la Gran Crónica del mismo rey, aunque poco después ambos infantes murieron en el Desastre de la Vega de Granada, acaecido el 25 de junio de 1319.
En la primavera de 1486 el Rey Fernando de Aragón reanuda la guerra contra Granada comenzando con el sitio de Loja, cuya rendición de la ciudad supuso la llave que abriría la conquista de la fortaleza ilurquense. El 8 de junio de ese mismo año se produjo la toma de la villa de Íllora por parte de los Reyes Católicos, quienes más tarde nombraron a Gonzalo Fernández de Córdoba —el Gran Capitán— como su primer alcaide cristiano, de ahí el nombre del colegio público de la localidad.
Tras la Reconquista, los señoríos no llegaron a alcanzar unas dimensiones similares a las de otras zonas del país. Si bien desempeñaron un papel importante en el inicio del nuevo periodo, poco a poco se fue desintegrando y perdiendo presencia en la configuración del pueblo. El acceso a la propiedad se produjo por el abandono de los propietarios musulmanes originarios, pasando a manos cristianas. Económicamente esta época estará basada en la agricultura de subsistencia, constituyendo el trigo y la cebada la base alimenticia de la población.
Durante una primera mitad del siglo XIX Íllora vivirá una etapa de estabilidad que será interrumpida por la invasión napoleónica y la posterior Guerra de la Independencia. Los franceses suscitaron el rechazo del pueblo, que apoyaron el levantamiento granadino de abril contra Godoy, e incluso se alistó mucha gente como soldados contra la toma francesa de Granada. En conjunto la comarca quedó en una situación de decadencia debido al saqueo que las tropas napoleónicas llevaron a cabo.
Con la vuelta del Rey Fernando VII Íllora irá recobrando su pulso económico y social para verse de nuevo alterado negativamente con los enfrentamientos entre absolutistas y realistas, que tendrán en el paso del General Riego por Montefrío y su apoyo por determinados sectores de la población de Íllora su elemento de contacto para sufrir posteriormente la represión en la zona. Ante la sublevación de Loja, los ilurquenses se mantuvieron fieles a las autoridades e incluso colaboraron con el Ejército para capturar a fugitivos procedentes de dicha ciudad. Circunstancia que no se repetirá en el Sexenio Democrático donde Íllora se sumará al mismo.

## Geografía
Integrado en la comarca de Loja, se sitúa a 35 kilómetros de Granada. El término municipal está atravesado por la carretera nacional N-432, entre los pK 409 y 412, por las carreteras autonómicas A-335 (Montefrío-autovía A-92) y A-336 (Pinos Puente-Tocón) y por otras carreteras que permiten la comunicación con Montefrío, Moclín, Pinos Puente, Valderrubio y Villanueva Mesía.
El relieve del municipio presenta dos partes bien diferenciadas, el Sistema Subbético por el norte y la vega de río Genil por el sur. La zona montañosa incluye la sierra de Parapanda (1608 m) por el noroeste, Sierra Pelada por el norte (1185 m) y sierra de Madrid por el noreste (1299 m). El pico Ágreda se alza en el extremo norte a 1257 m, cerca del límite con la provincia de Jaén. La sierra de Obeilar (845 m) se extiende por el este haciendo de límite natural con Pinos Puente. El río Genil hace de límite por el suroeste con Moraleda de Zafayona. La altitud oscila entre los 1608 m (pico El Morrón) en la Sierra de Parapanda, y los 500 m a orillas del río Genil. El pueblo se alza a 744 m sobre el nivel del mar.
| Noroeste: Montefrío y Alcalá la Real (prov. Jaén) | Norte: Alcalá la Real (prov. Jaén)       | Noreste: Alcalá la Real (prov. Jaén) y Moclín |
| Oeste: Montefrío                                  | Puntos cardinales                        | Este: Moclín y Pinos Puente                   |
| Suroeste: Villanueva Mesía                        | Sur: Moraleda de Zafayona y Pinos Puente | Sureste: Valderrubio                          |

## Demografía
Íllora cuenta con una población de 9918 habitantes (INE 2024).
| Gráfica de evolución demográfica de Íllora entre 1842 y 2021                                                        |
| |
| Población de derecho según los censos de población del INE Población de hecho según los censos de población del INE |

## Economía

### Evolución de la deuda viva municipal
El concepto de deuda viva contempla sólo las deudas con cajas y bancos relativas a créditos financieros, valores de renta fija y préstamos o créditos transferidos a terceros, excluyéndose, por tanto, la deuda comercial.
| Gráfica de evolución de la deuda viva del Ayuntamiento de Íllora entre 2008 y 2023                |
|                                                                                                   |
| Deuda viva del Ayuntamiento de Ìllora, en miles de euros, según datos del Ministerio de Hacienda. |

## Entidades singulares de población pertenecientes a Íllora
Los anejos de Íllora son: La Alhondiguilla, Alomartes, Brácana, Escóznar, Obéilar, Tocón, Vallequemado, Ventas Algarra.
| Entidad singular de población | Población (2017) |
| ----------------------------- | ---------------- |
| La Alhondiguilla              | 3                |
| Alomartes                     | 2229             |
| Brácana                       | 385              |
| Escóznar                      | 877              |
| Obéilar                       | 458              |
| Íllora                        | 5217             |
| Tocón                         | 958              |
| Vallequemado                  | 56               |
| Ventas Algarra                | 50               |

## Cultura

### Patrimonio
En el centro del pueblo, en lo alto de una peña, se encuentran las ruinas del antiguo castillo de Íllora, aunque de él apenas se conservan algunos restos de las murallas. Dicho castillo data del periodo califal (siglos IX-X) y está estructurado en tres recintos: la villa, la alcazaba y el arrabal. En 2010 empezaron las obras de restauración y reconstrucción del castillo y actualmente se puede hacer visitas visitas guiadas por el recinto.
Asociadas a ese castillo, existen una serie de atalayas o torres de vigilancia, entre las que sobresale la Torre de Brácana. En Tocón, hay otra torre, en este caso de una alquería o castillo rural. Todas ellas son obras de época nazarí.
Íllora cuenta con otro monumento histórico-artístico, catalogado como Bien de Interés Cultural desde 1980: la Iglesia de Nuestra Señora de la Encarnación, proyectada por Diego de Siloé, constructor de entre otras la Catedral de Granada, durante (1542-1573) en el siglo XVI con la intervención de su discípulo Juan de Maeda y Diego de Pesquera entre otros maestros.

### Museos
- Pósito del Trigo: de estilo neoclásico, fue construido en 1738.
- Molino - Museo de Alomartes.

### Fiestas
Las fiestas en honor a San Rogelio tienen lugar el tercer fin de semana de agosto. Sin embargo, el día del patrón de Íllora es el 16 de septiembre, que también es festivo local.
La Feria del Ganado es el segundo fin de semana de octubre, y en su día estaba considerada como una de las ferias más relevantes de toda España.
La Semana Santa de Íllora es uno de los más importantes acontecimientos que se produce cada año desde el punto de vista religioso y cultural, celebrándose en la semana del primer plenilunio de la primavera. Comenzando con su pregón, desde el Domingo de Ramos hasta el Domingo de Resurrección se suceden multitud de actos y celebraciones programadas por la Parroquia de la Encarnación y las cuatro hermandades existentes: la Patronal de San Rogelio, la del Cristo de la Juventud, la de Nuestro Padre Jesús Nazareno y María Santísima de los Dolores, y la cofradía del Santísimo Cristo de la Veracruz.

### Gastronomía
En la cocina tradicional de Íllora es importante destacar los métodos de conserva tradicional de los alimentos que ha llegado hasta nuestros días. El mantenimiento de las carnes y de los embutidos en aceite de oliva son la base de los principales guisos de esta gastronomía. Entre estos productos destacan el lomo de orza —plato típico de Granada y de Castilla-La Mancha—, el chorizo y salchichón en aceite y los chicharrones.
Otros platos típicos son los espárragos en miguilla, el choto al ajillo y las gachas de mosto.

### Música
El acontecimiento musical más importante que se celebra en el municipio es el festival Parapanda Folk. Está declarado Festival Turístico Nacional. Tiene lugar durante la última semana de julio, y en él actúan grupos de música étnica tanto nacionales como internacionales. Esta actividad está considerada de gran relevancia cultural.

## Deportes

### Fútbol
La Unión Deportiva de Íllora (UD Íllora) es el principal equipo de fútbol que tiene el municipio. Su campo se encuentra en el Complejo Deportivo La Laguna. Desde 2011 el Campo de Fútbol Antonio García "El Calvo" es de césped artificial de 2 estrellas (lo máximo de la FIFA son 5).
Las categorías inferiores de ese equipo se denominan UD Parapanda. También hay equipos de fútbol sala, cuyo campo es el pabellón municipal de Íllora.